# Tobias Brand
Tobias Brand (* 9. Juli 1998 in Mainz) ist ein deutscher Volleyballnationalspieler und ehemaliger Beachvolleyballspieler. In der Halle erreichte der Außenangreifer mit den SWD Powervolleys Düren 2020 und 2023 das DVV-Pokalfinale. Danach wechselte er nach Polen. Im Sand bildete er ein Duo mit Jonas Reinhardt, mit dem er 2019 ein Finale der Techniker Beach Tour spielte.

## Karriere Halle
Brand begann seine Karriere bei der SG U.N.S. Rheinhessen, einer Spielgemeinschaft aus Undenheim, Nieder-Olm und Schornsheim. In der Saison 2016/17 trat der Außenangreifer mit einem Doppelspielrecht auch für den Zweitligisten TGM Mainz-Gonsenheim an. Danach wechselte er fest nach Mainz. Mit dem Verein wurde er in der Zweiten Liga zunächst Siebter und in der Saison 2018/19 dann Dritter. 2019 wurde Brand vom Bundesligisten SWD Powervolleys Düren verpflichtet. Im DVV-Pokal 2019/20 kam er mit den SWD Powervolleys ins Finale, das die Mannschaft gegen die Berlin Recycling Volleys verlor. Als die Bundesliga-Saison kurz vor den Playoffs abgebrochen wurde, stand Düren auf dem sechsten Tabellenplatz. In der Saison 2020/21 unterlagen die SWD Powervolleys im Playoff-Halbfinale gegen Berlin und wurden Dritter. Der DVV-Pokal 2021/22 endete für Brand mit Düren im Viertelfinale. Im Playoff-Halbfinale schied die Mannschaft ebenfalls gegen den VfB Friedrichshafen aus und wurde damit erneut Dritter. Im Frühjahr 2022 gab der Außenangreifer sein Debüt in der deutschen Nationalmannschaft. Mit dem Team nahm er an der Nations League und im gleichen Jahr auch an der Weltmeisterschaft teil. Auch in der Saison 2022/23 spielte Brand für Düren. Im Dezember 2022 wurde er zu Deutschlands Volleyballer des Jahres gewählt. In der Saison 2022/23 spielte Brand mit den SWD Powervolleys in der Gruppenphase der Champions League. Im DVV-Pokal 2022/23 erreichte er mit seiner Mannschaft das Finale, das in Mannheim gegen die Berlin Recycling Volleys verloren ging. Die Bundesliga-Saison endete für Düren im Playoff-Halbfinale ebenfalls gegen Berlin.
Zur Saison 2023/24 wechselte Brand zum polnischen Erstligisten LUK Lublin. Mit Lublin erreichte er das Viertelfinale in der Liga und das Halbfinale im nationalen Pokalwettbewerb. Anschließend wechselte er zum Ligakonkurrenten Projekt Warszawa. Der Außenangreifer erreichte mit der Nationalmannschaft bei den Olympischen Spielen 2024 das Viertelfinale gegen Frankreich, das im Tiebreak verloren ging.

## Karriere Beach
Brand spielte von 2013 bis 2016 mit Jonas Reinhardt und Hendrik Diwersy diverse Nachwuchsmeisterschaften. Dabei wurde er in der U18 und U19 insgesamt dreimal Landesmeister. 2017 trat er mit verschiedenen Partnern zu Turnieren an und spielte erstmals bei der Smart Beach Tour, der höchsten deutschen Turnierserie. Seit Juli 2017 bildete er ein festes Duo mit Reinhardt. Bei der Techniker Beach Tour 2018 überstanden Brand/Reinhardt in Düsseldorf erstmals die Qualifikation. Später folgten mehrere neunte Plätze. Zum Jahresabschluss in Zinnowitz trat Brand ausnahmsweise mit Sven Winter an und wurde Fünfter. Bestes Ergebnis für Brand/Reinhardt auf der Techniker Beach Tour 2019 war ein zweiter Platz in Sankt Peter-Ording. Bei der deutschen Meisterschaft in Timmendorfer Strand belegten sie Platz neun. 2020 traten Brand/Reinhardt bei drei Qualifikationsturnieren für die deutsche Meisterschaft an, die sie aber knapp verpassten. Im Jahr 2021 pausierte Brand auf der deutschen Tour, um sich voll auf Hallenvolleyball zu konzentrieren.